# Niels Bohr-institutet

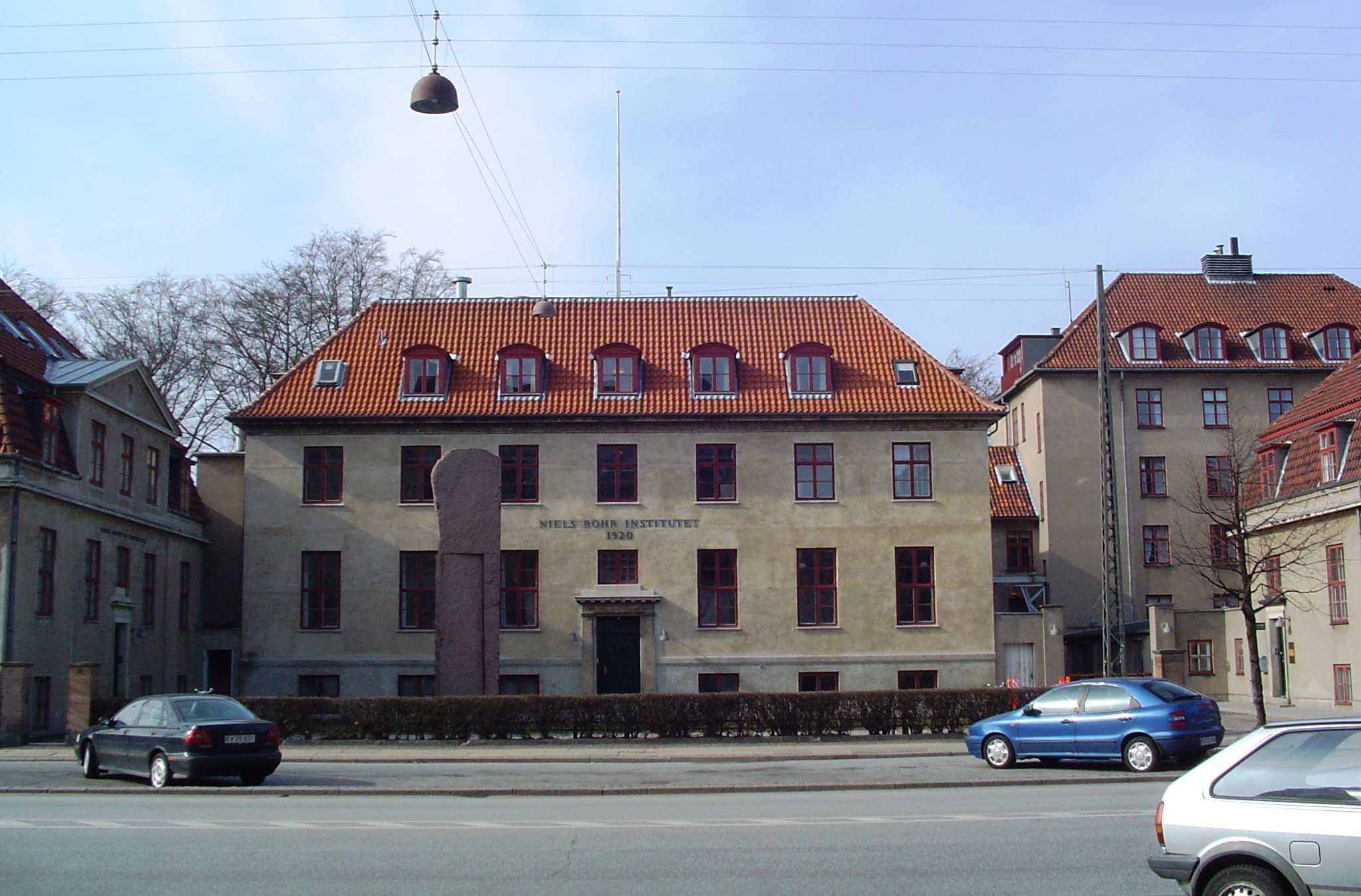
Niels Bohr-institutet

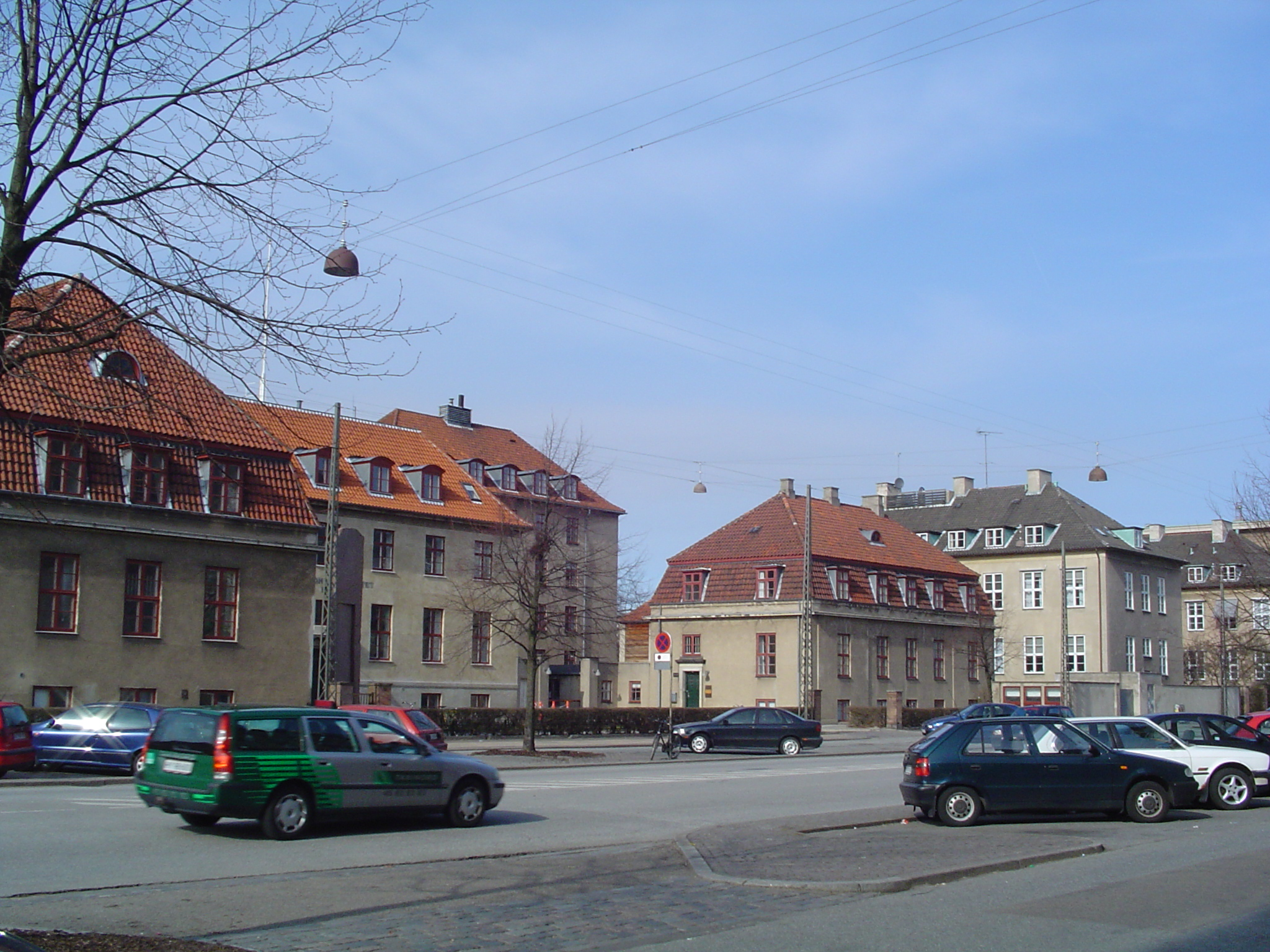
Niels Bohr-institutet

Niels Bohr-institutet (danska: Niels Bohr Institutet) är ett forskningsinstitut vid Köpenhamns universitet med forskning inom astronomi, geofysik, nanoteknologi, partikelfysik, kvantmekanik och biofysik.
Institut for teoretisk Fysik grundades 1921 av den teoretiske fysikern Niels Bohr, som hade haft en tjänst vid universitetet från 1914 och som sedan han blev professor 1916 hade verkat för att ett institut av detta slag skulle bildas.
Under 1920- och 1930-talen var institutet ett ledande centrum för utvecklingen inom den nya teoretiska fysiken med koppling till atomfysik och kvantfysik. Fysiker från många länder kom till institutet för diskussioner med Bohr och hans kollegor. Köpenhamnstolkningen inom kvantmekaniken har sitt upphov från dessa diskussioner.
På 80-årsdagen av Niels Bohrs födelse, 7 oktober 1965, bytte Institutet för teoretisk fysik vid Köpenhamns universitet officiellt namn till Niels Bohr-institutet. Detta namn hade då redan förekommit inofficiellt sedan en längre tid. En del av finansieringen kom från Carlsbergfonden.
Den 1 januari 1993 slogs institutet samman med Astronomiska observatoriet, Ørstedlaboratoriet och Geofysiska institutet, men behöll sitt gamla namn.